# Ил Палацо (Потенца)
Ил Палацо (итал. Il Palazzo) је насеље у Италији у округу Потенца, региону Базиликата.
Према процени из 2011. у насељу је живело 174 становника. Насеље се налази на надморској висини од 952 м.